# Piolla (manzana)
Piolla es el nombre de una variedad cultivar de manzano (Malus domestica). Esta manzana es originaria de Galicia, está cultivada en la colección de árboles frutales y banco de germoplasma de Mabegondo con el Nº 285; ejemplares procedentes de esquejes localizados en Salceda de Caselas, municipio de la Comarca de Vigo (Pontevedra).

## Sinónimos
- "Manzana Piolla",[4][5]
- "Maceira Piolla".

## Características
El manzano de la variedad 'Piolla' tiene un vigor vigoroso. Tamaño grande y porte erguido.
Época de inicio de brotación a partir del 22 de abril y de floración a partir del 26 de abril.
Las hojas tienen una longitud del limbo de tamaño corto, con la máxima anchura del limbo es estrecha. Longitud de las estípulas es media y la máxima anchura de las estípulas es desconocido. Denticulación del borde del limbo es serrado, con la forma del ápice del limbo acuminado y la forma de la base del limbo es obtuso. Con subestípulas ausentes.
Sus flores tienen una longitud de los pétalos media, con una anchura de los pétalos media, disposición de los pétalos en contacto entre sí, con una longitud del pedúnculo largo.
La variedad de manzana 'Piolla' tiene un fruto de tamaño pequeño, de forma plana-globosa, de color amarillo, con chapa lavada, e intensidad pálida. Epidermis de textura desigual, sin pruina en su superficie y con presencia de cera media. Sensibilidad al "russeting" (pardeamiento áspero superficial que presentan algunas variedades) medianamente sensible. Con lenticelas de tamaño pequeño.
Los sépalos están dispuestos de forma parcialmente replegados, y superpuestos en su base; su fosa calicina es poco profunda y de una anchura estrecha. Pedúnculo de grosor medio y de longitud largo, siendo la cavidad peduncular de una profundidad media y de anchura estrecha. Con pulpa de color crema, cuya firmeza es intermedia y su textura es intermedia; su jugosidad es jugosa, con sabor de acidez débil, y aromática, anisado.
Época de maduración y recolección a partir del 20 de agosto. 'Piolla' es una manzana que su destino es la conservación de esta variedad en el banco de germoplasma de Mabegondo como reserva genética.

## Susceptibilidades
- Oidio: ataque medio
- Moteado: ataque débil
- Raíces aéreas: no presenta
- Momificado: no presenta
- Pulgón lanígero: no presenta
- Pulgón verde: ataque medio
- Araña roja: no presenta
- Chancro del manzano: no presenta.[3]